# Міжгалактичний газ
Міжгалактичний газ — гарячий розріджений газ у просторі між галактиками в скупченнях галактик. Міжгалактичний газ виявляють за його рентгенівським випромінюванням. 
Температура міжзоряного газу лежить у діапазоні 2×107—108 К , а його концентрація становить 10-4—10-2 см-3.
Повна маса міжгалактичного газу в скупченнях становить 10% від віріальної маси системи, що перевищує масу, яка міститься у світній (зоряній) компоненті системи. Вміст заліза, визначений за лініями Fe24+ і Fe25+ в рентгенівських спектрах, дає значення [Fe/H], що дорівнює половині цього відношення для Сонця. Наявність досить великої кількості заліза свідчить про те, що міжгалактичний газ, принаймні частково, складається з речовини, викинутої зорями, бо значна кількість заліза може синтезуватися лише під час спалахів наднових. Вочевидь, газ надходить у міжгалактичне середовище у формі галактичного вітру й нагрівається космічними променями, що утворюються під час спалахів наднових.